# دون ر. كريستنسن
دون ر. كريستنسن (بالإنجليزية: Don R. Christensen)‏ هو كاتب سيناريو ورسام كارتون ورسام رسوم متحركة وكاتب أمريكي، ولد في 6 يوليو 1916 في منيابولس في الولايات المتحدة، وتوفي في 18 أكتوبر 2006 في لاس فيغاس في الولايات المتحدة.

## وصلات خارجية
- دون ر. كريستنسن على موقع IMDb (الإنجليزية)